# Argiope radon
Argiope radon là một loài nhện trong họ Araneidae.
Loài này thuộc chi Argiope. Argiope radon được Herbert Walter Levi miêu tả năm 1983.